# Machaut (cràter)
Machaut és un cràter d'impacte en el planeta Mercuri de 104 km de diàmetre. Porta el nom del poeta i compositor francès Guillaume de Machaut (c. 1300-1377), i el seu nom va ser aprovat per la Unió Astronòmica Internacional el 1976.